# جولي غراهام
جولي غراهام (ولدت في 24 يوليو 1965) هي ممثلة تلفزيونية وسينمائية اسكتلندية. اشتهرت بأدوارها المتعددة في أفلام (The Sara Jane Adventure 2007 ) (Being Eileen 2011 ) (Shetland 2013).

## حياتها الخاصة
متزوجة من جوزيف بينيت ولها منه طفلتان.

## وصلات خارجية
- جولي غراهام على موقع IMDb (الإنجليزية)
- جولي غراهام على موقع قاعدة بيانات الفيلم (الإنجليزية)